# Gluviopsis paphlagoniae
Espèce
Gluviopsis paphlagoniae est une espèce de solifuges de la famille des Daesiidae.

## Distribution
Cette espèce est endémique de Turquie.

## Publication originale
- Turk, 1960 : On some sundry species of solifugids in the collection of the Hebrew University of Jerusalem. Proceedings of the Zoological Society of London, vol. 135, p. 105-124.